# Андамии
Андамии (лат. Andamia) — род рыб семейства собачковых (Blenniidae) из Тихого и Индийского океанов.

## Виды
- Andamia aequipinnis
- Andamia amphibius (Walbaum, 1792)
- Andamia cyclocheilus
- Andamia heteroptera (Bleeker, 1857)
- Andamia reyi (Sauvage, 1880)
- Andamia tetradactylus (Bleeker, 1858)